# If You Ever Leave Me
«If You Ever Leave Me» (с англ. — «Если ты когда-нибудь меня покинешь») — песня, записанная американским исполнителями Барброй Стрейзанд и Винсом Гиллом в 1999 году для альбома двадцать восьмого студийного альбома Стрейзанд A Love Like Ours.  Автором песни выступил Ричард Маркс, он же и Дэвид Фостер стали продюсерами.

## Коммерческий приём
Песня изначально была отправлена на кантри-радиостанции США, что помогло песне добраться до 62 места в чарте Billboard Hot Country Singles. В конце 1999 года песня была издана в качестве макси-сингла, туда также были включены две новые песни, которые предназначались для альбома A Love Like Ours, но не были использованы.

## Критический приём
Песня получила положительные отзывы, в частности в журнале Billboard описали песню как «чарующую сильную балладу» и отметили далее, что «трудно представить себе лучшую комбинацию зрелых голосов», также они заявили, что песня «может стать частью таких классических хитов Стрейзанд как „Comin’ In and Out of Your Life“ и „Woman In Love“».

## Список композиций
1. Barbra Streisand — If You Ever Leave Me (4:36)
2. Barbra Streisand — Just Because (3:25)
3. Barbra Streisand — Let’s Start Right Now (4:59)
4. Barbra Streisand — At The Same Time (4:16)

## Чарты
| Чарт (1999)                        | Пиковая позиция |
| ---------------------------------- | --------------- |
| Европа (Eurochart Hot 100)         | 90              |
| Нидерланды (Single Top 100)        | 82              |
| Нидерланды (Dutch Top 40)          | 21              |
| Шотландия (Scottish Singles Chart) | 26              |
| Великобритания (UK Singles Chart)  | 26              |
| США (Billboard Hot Country Songs)  | 62              |